# Campeonato Mundial de Fórmula 1 de 2018
O Campeonato Mundial de Fórmula 1 de 2018 foi a 69ª temporada do Campeonato Mundial de Fórmula 1 da FIA. Com a saída do Grande Prêmio da Malásia e o retorno dos Grande Prêmios da França e da Alemanha, a temporada teve 21 etapas disputadas. Iniciou-se em 25 de março de 2018 em Melbourne (Austrália) e terminou em Abu Dhabi (Emirados Árabes Unidos) no dia 25 de novembro. Teve como campeão o britânico Lewis Hamilton, da Mercedes e vice-campeão o alemão Sebastian Vettel, da Ferrari. A temporada marcou também alguns recordes históricos para Kimi Räikkönen, da Ferrari. Campeão mundial em 2007, o finlandês alcançou a marca de 100 pódios na categoria e fez a volta mais rápida da história da Fórmula 1, no treino classificatório para o Grande Prêmio da Itália, quando largou da pole position. Além disso, Kimi voltou a vencer uma corrida após cinco anos e meio. O "Homem de Gelo" venceu o Grande Prêmio dos Estados Unidos, sendo que seu último triunfo havia sido em 2013, no Grande Prêmio da Austrália, ainda defendendo a Lotus.

## Pilotos e equipes
Os três primeiros colocados da temporada 2018:
| Campeão        | Vice-campeão     | Terceiro lugar |
| -------------- | ---------------- | -------------- |
|                |                  |                |
| Lewis Hamilton | Sebastian Vettel | Kimi Räikkönen |
| Mercedes       | Ferrari          | Ferrari        |

Pilotos e equipes que participaram do Campeonato Mundial de Fórmula 1 de 2018. Marcou a última temporada da carreira de Fernando Alonso, bicampeão mundial em 2005 e 2006. Porém, ele voltou três anos depois, como piloto da Renault, que passou a se chamar Alpine. Marcou as estreias de Charles Leclerc e Sergey Sirotkin.
| Equipe                           | Construtor           | Chassi(s)        | Unidade de potência        | Pneu | Pilotos | Pilotos           | Pilotos | Pilotos | Pilotos | Pilotos            | Pilotos                   | Pilotos |
| Equipe                           | Construtor           | Chassi(s)        | Unidade de potência        | Pneu | N.°     | Nome do piloto    | Sigla   | Rodada  |         | N.°                | Pilotos de treinos livres | Sigla   |
| -------------------------------- | -------------------- | ---------------- | -------------------------- | ---- | ------- | ----------------- | ------- | ------- | ------- | ------------------ | ------------------------- | ------- |
| Scuderia Ferrari                 | Ferrari              | SF71H            | Ferrari 062 EVO            | P    | 5       | Sebastian Vettel  | VET     | Todas   | —       | —                  | —                         |         |
| Scuderia Ferrari                 | Ferrari              | SF71H            | Ferrari 062 EVO            | P    | 7       | Kimi Räikkönen    | RAI     | Todas   | —       | —                  | —                         |         |
| Sahara Force India F1 Team       | Force India-Mercedes | VJM11            | Mercedes-AMG M09 EQ Power+ | P    | 11      | Sergio Pérez      | PER     | 1–12    | 34      | Nicholas Latifi    | LAT                       |         |
| Sahara Force India F1 Team       | Force India-Mercedes | VJM11            | Mercedes-AMG M09 EQ Power+ | P    | 31      | Esteban Ocon      | OCO     | 1–12    | 34      | Nicholas Latifi    | LAT                       |         |
| Racing Point Force India F1 Team | Force India-Mercedes | VJM11            | Mercedes-AMG M09 EQ Power+ | P    | 11      | Sergio Pérez      | PER     | 13–21   | 34      | Nicholas Latifi    | LAT                       |         |
| Racing Point Force India F1 Team | Force India-Mercedes | VJM11            | Mercedes-AMG M09 EQ Power+ | P    | 31      | Esteban Ocon      | OCO     | 13–21   | 34      | Nicholas Latifi    | LAT                       |         |
| Haas F1 Team                     | Haas-Ferrari         | VF-18            | Ferrari 062 EVO            | P    | 8       | Romain Grosjean   | GRO     | Todas   | —       | —                  | —                         |         |
| Haas F1 Team                     | Haas-Ferrari         | VF-18            | Ferrari 062 EVO            | P    | 20      | Kevin Magnussen   | MAG     | Todas   | —       | —                  | —                         |         |
| McLaren F1 Team                  | McLaren-Renault      | MCL33            | Renault R.E.18             | P    | 2       | Stoffel Vandoorne | VAN     | Todas   | 47      | Lando Norris       | NOR                       |         |
| McLaren F1 Team                  | McLaren-Renault      | MCL33            | Renault R.E.18             | P    | 14      | Fernando Alonso   | ALO     | Todas   | 47      | Lando Norris       | NOR                       |         |
| Mercedes AMG Petronas Motorsport | Mercedes             | F1 W09 EQ Power+ | Mercedes-AMG M09 EQ Power+ | P    | 44      | Lewis Hamilton    | HAM     | Todas   | —       | —                  | —                         |         |
| Mercedes AMG Petronas Motorsport | Mercedes             | F1 W09 EQ Power+ | Mercedes-AMG M09 EQ Power+ | P    | 77      | Valtteri Bottas   | BOT     | Todas   | —       | —                  | —                         |         |
| Aston Martin Red Bull Racing     | Red Bull-TAG Heuer   | RB14             | TAG Heuer (Renault R.E.18) | P    | 3       | Daniel Ricciardo  | RIC     | Todas   | —       | —                  | —                         |         |
| Aston Martin Red Bull Racing     | Red Bull-TAG Heuer   | RB14             | TAG Heuer (Renault R.E.18) | P    | 33      | Max Verstappen    | VER     | Todas   | —       | —                  | —                         |         |
| Renault Sport Formula One Team   | Renault              | R.S.18           | Renault R.E.18             | P    | 27      | Nico Hülkenberg   | HUL     | Todas   | 46      | Artem Markelov     | MAR                       |         |
| Renault Sport Formula One Team   | Renault              | R.S.18           | Renault R.E.18             | P    | 55      | Carlos Sainz Jr.  | SAI     | Todas   | 46      | Artem Markelov     | MAR                       |         |
| Alfa Romeo Sauber F1 Team        | Sauber-Ferrari       | C37              | Ferrari 062 EVO            | P    | 9       | Marcus Ericsson   | ERI     | Todas   | 36      | Antonio Giovinazzi | GIO                       |         |
| Alfa Romeo Sauber F1 Team        | Sauber-Ferrari       | C37              | Ferrari 062 EVO            | P    | 16      | Charles Leclerc   | LEC     | Todas   | 36      | Antonio Giovinazzi | GIO                       |         |
| Red Bull Toro Rosso Honda        | Toro Rosso-Honda     | STR13            | Honda RA618H               | P    | 10      | Pierre Gasly      | GAS     | Todas   | 38      | Sean Gelael        | GEL                       |         |
| Red Bull Toro Rosso Honda        | Toro Rosso-Honda     | STR13            | Honda RA618H               | P    | 28      | Brendon Hartley   | HAR     | Todas   | 38      | Sean Gelael        | GEL                       |         |
| Williams Martini Racing          | Williams-Mercedes    | FW41             | Mercedes-AMG M09 EQ Power+ | P    | 18      | Lance Stroll      | STR     | Todas   | 40      | Robert Kubica      | KUB                       |         |
| Williams Martini Racing          | Williams-Mercedes    | FW41             | Mercedes-AMG M09 EQ Power+ | P    | 35      | Sergey Sirotkin   | SIR     | Todas   | 40      | Robert Kubica      | KUB                       |         |
| Fontes:                          |                      |                  |                            |      |         |                   |         |         |         |                    |                           |         |

### Mudanças nas equipes
- A McLaren, após três temporadas equipada com as unidades de potência Honda, encerrou sua parceria com a montadora japonesa e assinou um contrato de três anos para usar os propulsores fornecidos pela Renault.[14] A equipe citou o fracasso repetido da Honda em fornecer uma unidade de potência confiável e competitiva como a razão para o fim da parceria.[47]
- A Toro Rosso, time B da Red Bull, deixou de usar os motores Renault, permitindo assim que a McLaren finalizasse seu acordo com a montadora francesa, e chegou a um acordo para usar as unidades de potência da Honda.[36] Como parte do acordo, a Red Bull Racing emprestou o piloto da Toro Rosso, Carlos Sainz Jr., para a equipe da Renault durante a temporada 2018.[48]
- A Sauber renovou sua parceria com a Ferrari, atualizando para unidades de potência de especificação atual depois de usar propulsores de 2016 em 2017, após quebrar um acordo que havia sido feito com a Honda pela antiga chefe da equipe, Monisha Kaltenborn, antes de deixar o comando do mesmo.[49]

#### Mudanças no meio da temporada
A Force India foi colocada em administração judicial durante o fim de semana do Grande Prêmio da Hungria. Após a especulação de uma compra, qualquer venda da equipe em um curto espaço de tempo foi complicada por processos judiciais contra determinados acionistas e a necessidade de liquidação de dívidas. Por esta razão, um consórcio liderado por Lawrence Stroll, pai do piloto da Williams, Lance Stroll, comprou os ativos de corrida e operações da Force India, através da empresa Racing Point. A Force India foi então excluída do campeonato por sua incapacidade de participar das corridas restantes. Isso permitiu que uma nova equipe, a Racing Point Force India, solicitasse uma entrada para disputar o restante da temporada, começando a partir do Grande Prêmio da Bélgica. A nova equipe foi obrigada a manter o nome "Force India" em seu nome, pois seu chassi havia sido homologado com o nome Force India e os regulamentos da FIA exigem que o nome da equipe inclua o nome do seu chassi. A Racing Point Force India começou com zero ponto no Campeonato de Construtores, mas os seus pilotos (que correram sob o antigo nome da equipe) mantiveram seus pontos no Campeonato de Pilotos. Posteriormente, foi informado que todas as equipes haviam concordado em permitir que a nova equipe Racing Point Force India retivesse o prêmio em dinheiro acumulado pela equipe original.

## Calendário
Os seguintes vinte e um Grandes Prêmios foram realizados como parte do calendário da temporada de 2018:
| Grande Prêmio | Grande Prêmio                    | Circuito                                       | Data           |
| ------------- | -------------------------------- | ---------------------------------------------- | -------------- |
| 1             | Grande Prêmio da Austrália       | Circuito de Albert Park, Melbourne             | 25 de março    |
| 2             | Grande Prêmio do Barém           | Circuito Internacional do Barém, Sakhir        | 8 de abril     |
| 3             | Grande Prêmio da China           | Circuito Internacional de Xangai, Xangai       | 15 de abril    |
| 4             | Grande Prêmio do Azerbaijão      | Circuito Urbano de Baku, Baku                  | 29 de abril    |
| 5             | Grande Prêmio da Espanha         | Circuito de Barcelona-Catalunha, Montmeló      | 13 de maio     |
| 6             | Grande Prêmio de Mônaco          | Circuito de Mônaco, Monte Carlo                | 27 de maio     |
| 7             | Grande Prêmio do Canadá          | Circuito Gilles Villeneuve, Montreal           | 10 de junho    |
| 8             | Grande Prêmio da França          | Circuito de Paul Ricard, Le Castellet          | 24 de junho    |
| 9             | Grande Prêmio da Áustria         | Red Bull Ring, Spielberg                       | 1 de julho     |
| 10            | Grande Prêmio da Grã-Bretanha    | Circuito de Silverstone, Silverstone           | 8 de julho     |
| 11            | Grande Prêmio da Alemanha        | Hockenheimring, Hockenheim                     | 22 de julho    |
| 12            | Grande Prêmio da Hungria         | Hungaroring, Mogyoród                          | 29 de julho    |
| 13            | Grande Prêmio da Bélgica         | Circuito de Spa-Francorchamps, Stavelot        | 26 de agosto   |
| 14            | Grande Prêmio da Itália          | Circuito Nacional de Monza, Monza              | 2 de setembro  |
| 15            | Grande Prêmio de Singapura       | Circuito Urbano de Marina Bay, Baía da Marina  | 16 de setembro |
| 16            | Grande Prêmio da Rússia          | Autódromo de Sóchi, Sóchi                      | 30 de setembro |
| 17            | Grande Prêmio do Japão           | Circuito de Suzuka, Suzuka                     | 7 de outubro   |
| 18            | Grande Prêmio dos Estados Unidos | Circuito das Américas, Austin                  | 21 de outubro  |
| 19            | Grande Prêmio do México          | Autódromo Hermanos Rodríguez, Cidade do México | 28 de outubro  |
| 20            | Grande Prêmio do Brasil          | Autódromo de Interlagos, São Paulo             | 11 de novembro |
| 21            | Grande Prêmio de Abu Dhabi       | Circuito de Yas Marina, Abu Dhabi              | 25 de novembro |
| Fontes:       |                                  |                                                |                |

### Mudança no calendário
- O Grande Prêmio da França retornou ao calendário pela primeira vez desde 2008. A corrida foi disputada no Circuito de Paul Ricard, que recebeu o Grande Prêmio da França pela última vez em 1990, antes do evento se mudar para o Circuito de Nevers Magny-Cours. A corrida foi realizada em junho, com o Grande Prêmio do Azerbaijão antecipado para abril para acomodar a mudança e evitar confrontos com as celebrações do centenário da República do Azerbaijão.[65]
- O Grande Prêmio da Alemanha também retornou ao calendário depois de uma ausência de um ano, com o circuito de Hockenheimring sediando a corrida.[66][67]
- O Grande Prêmio da Malásia, que havia participado do campeonato entre 1999 e 2017, acabou deixando o calendário de forma definitiva. Com isso, o Grande Prêmio da Rússia, em Sóchi, foi movido de abril para setembro, preenchendo a vaga deixada pela corrida.[67][68]

## Calendário de lançamento dos carros
| Equipe   | Chassis | Data            | Local   | Ref.   |
| -------- | ------- | --------------- | ------- | ------ |
| Haas     | VF-18   | 14 de fevereiro | Online  | [ 69 ] |
| Williams | FW41    | 15 de fevereiro | Londres | [ 70 ] |
| Red Bull | RB14    | 19 de fevereiro | Online  | [ 71 ] |
| Sauber   | C37     | 20 de fevereiro | Online  | [ 72 ] |
| Renault  | R.S.18  | 20 de fevereiro | Online  | [ 73 ] |

| Equipe      | Chassis          | Data            | Local       | Ref.   |
| ----------- | ---------------- | --------------- | ----------- | ------ |
| Mercedes    | F1 W09 EQ Power+ | 22 de fevereiro | Silverstone | [ 74 ] |
| Ferrari     | SF71H            | 22 de fevereiro | Online      | [ 75 ] |
| McLaren     | MCL33            | 23 de fevereiro | Online      | [ 76 ] |
| Toro Rosso  | STR13            | 26 de fevereiro | Montmeló    | [ 77 ] |
| Force India | VJM11            | 26 de fevereiro | Montmeló    | [ 78 ] |

Galeria

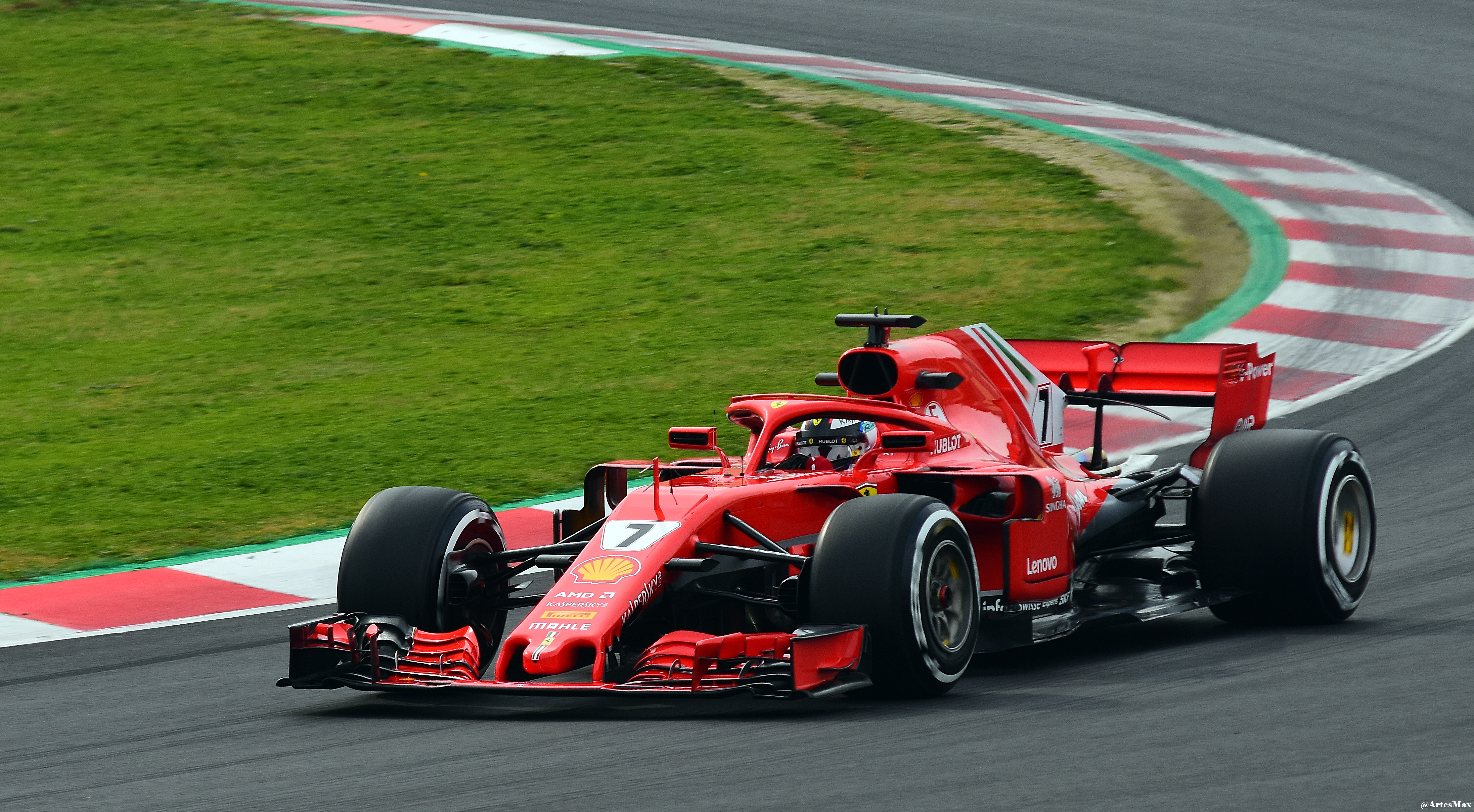
Ferrari
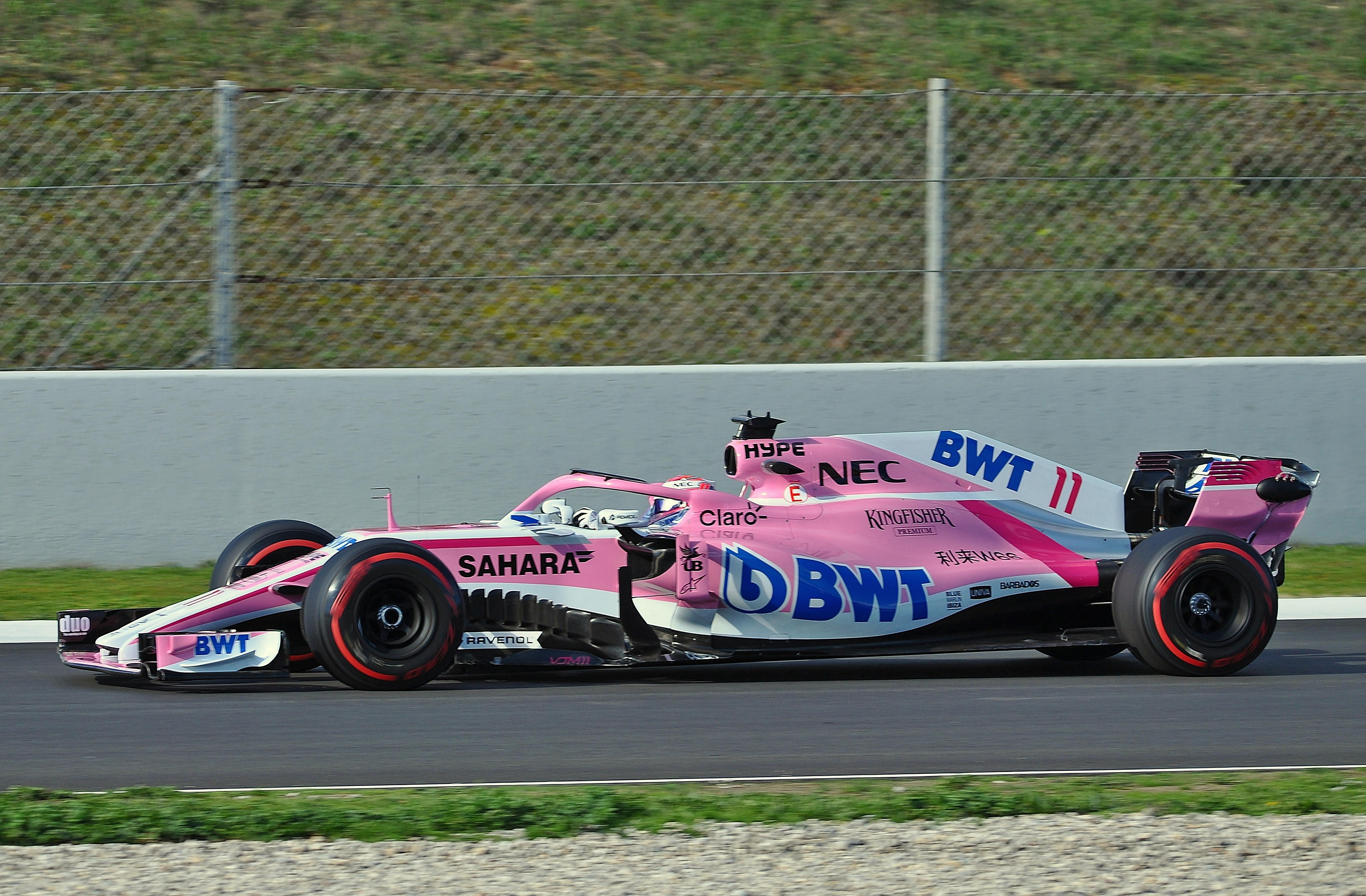
Force India
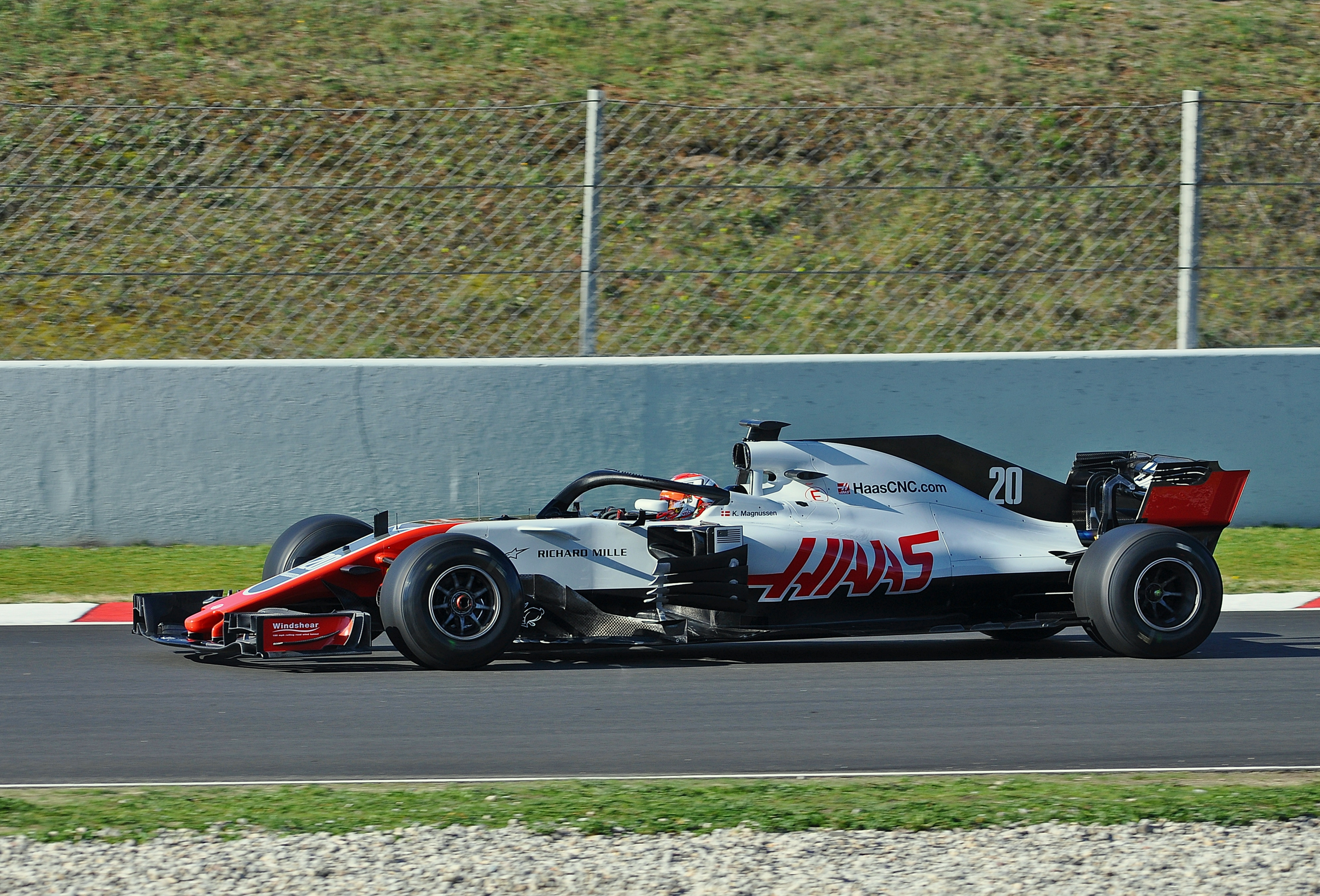
Haas
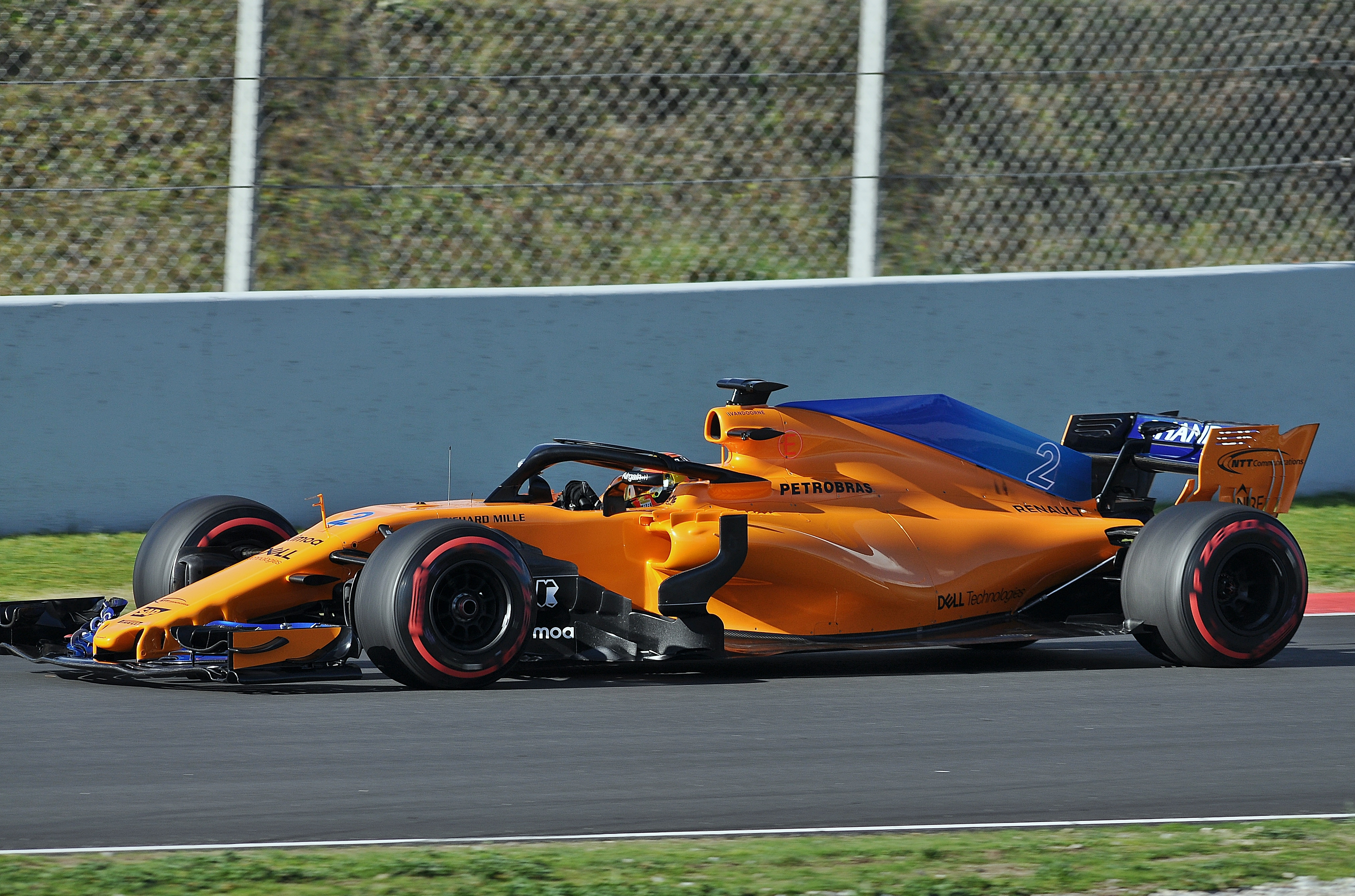
McLaren
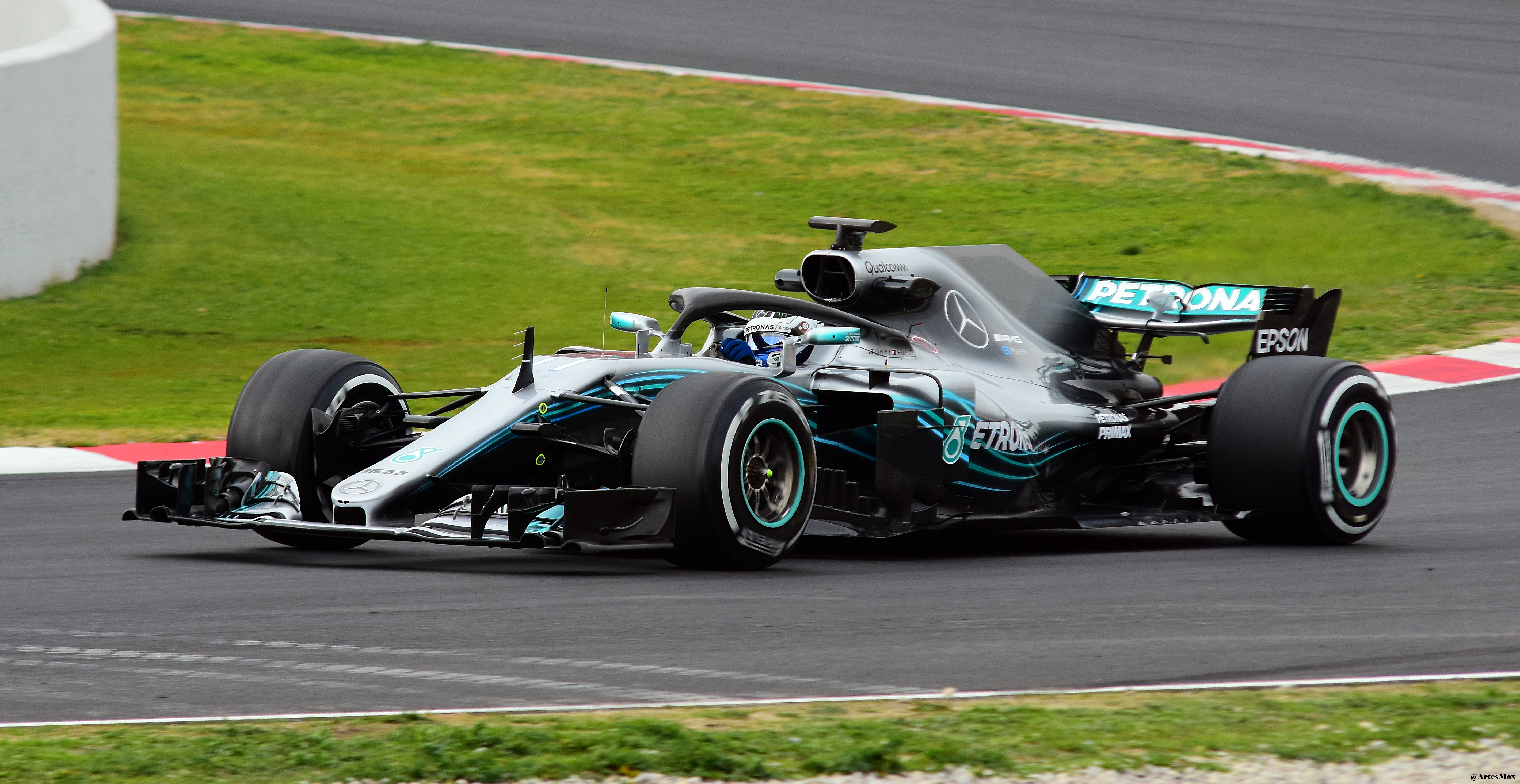
Mercedes
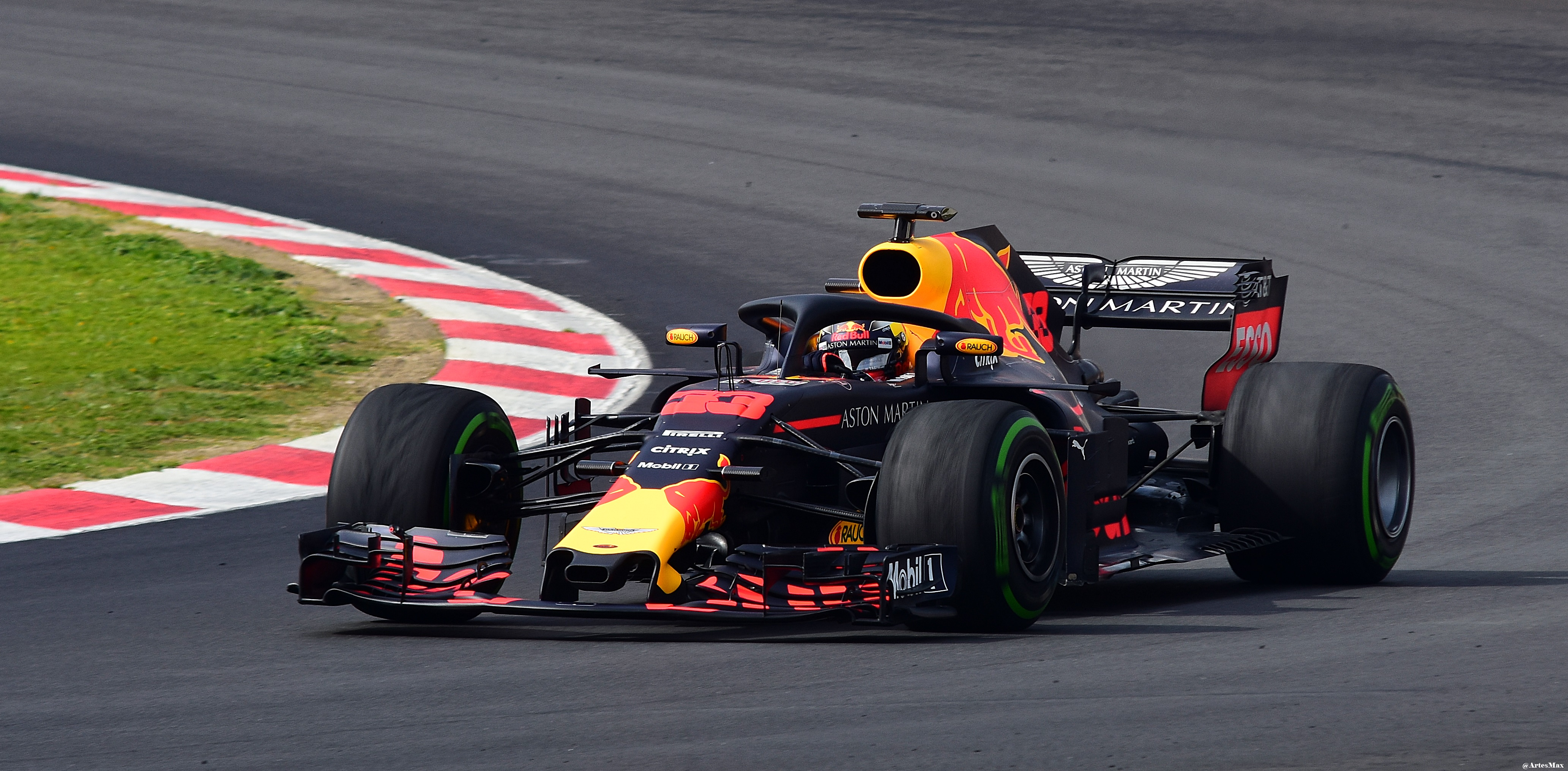
Red Bull
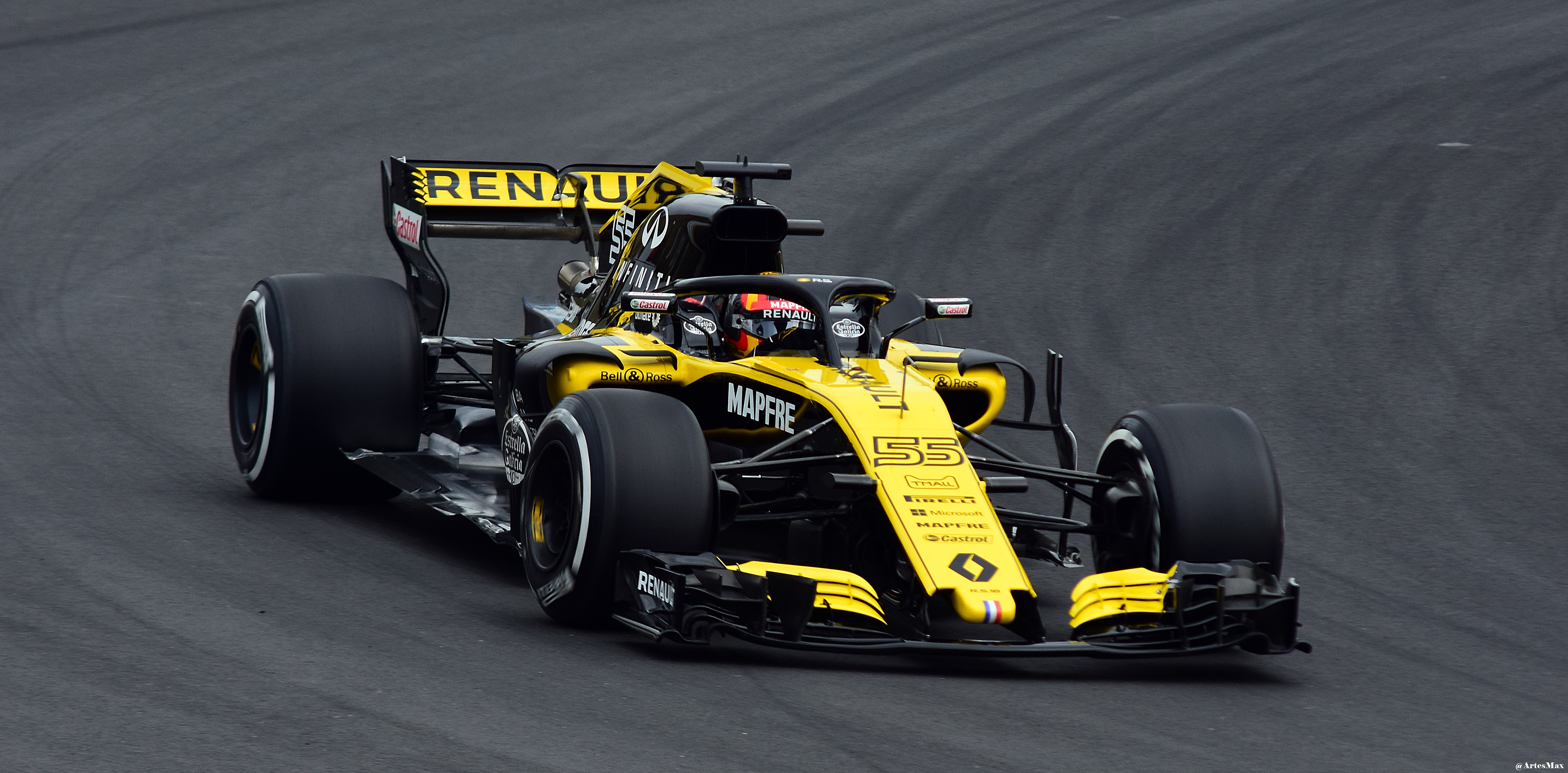
Renault
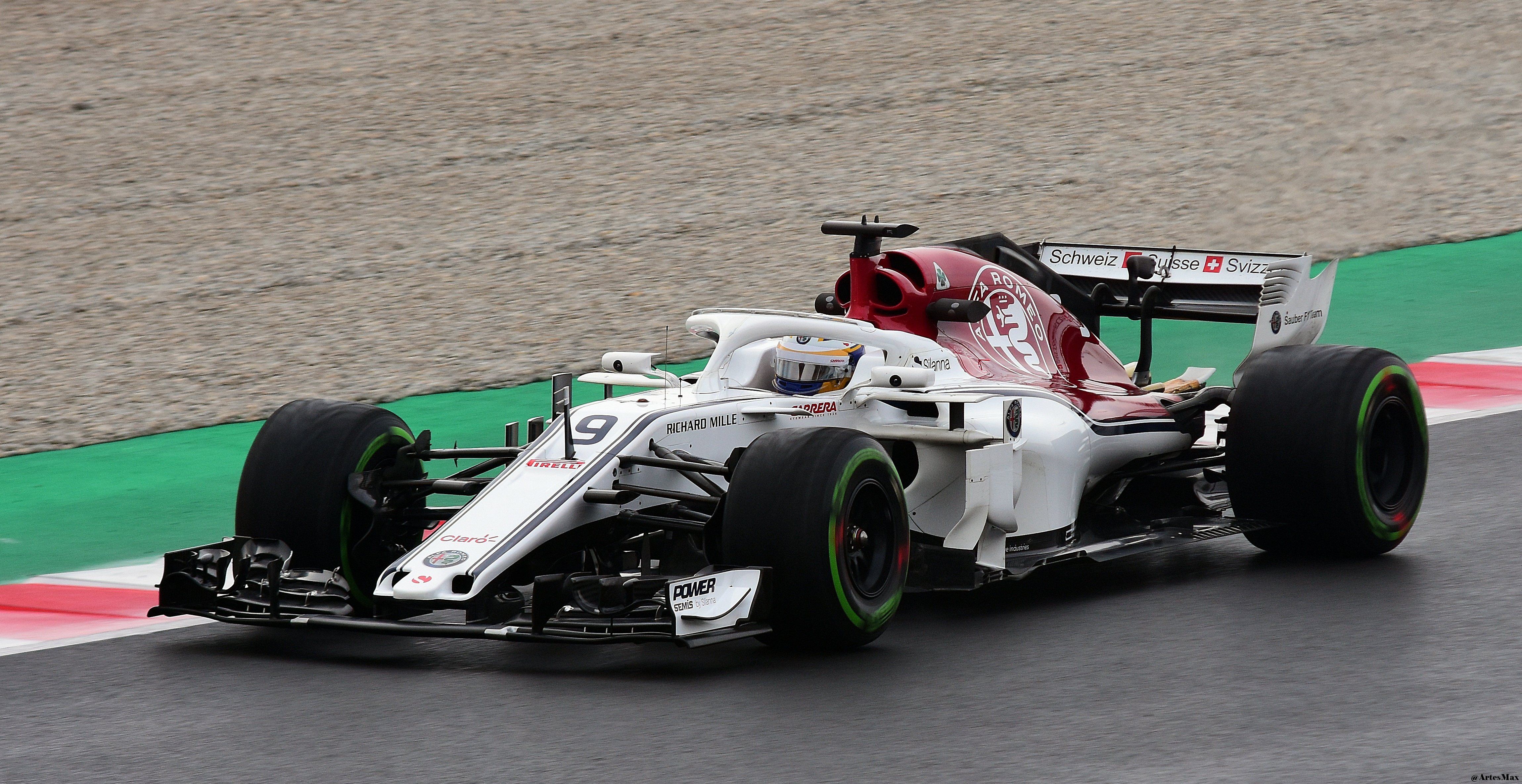
Sauber
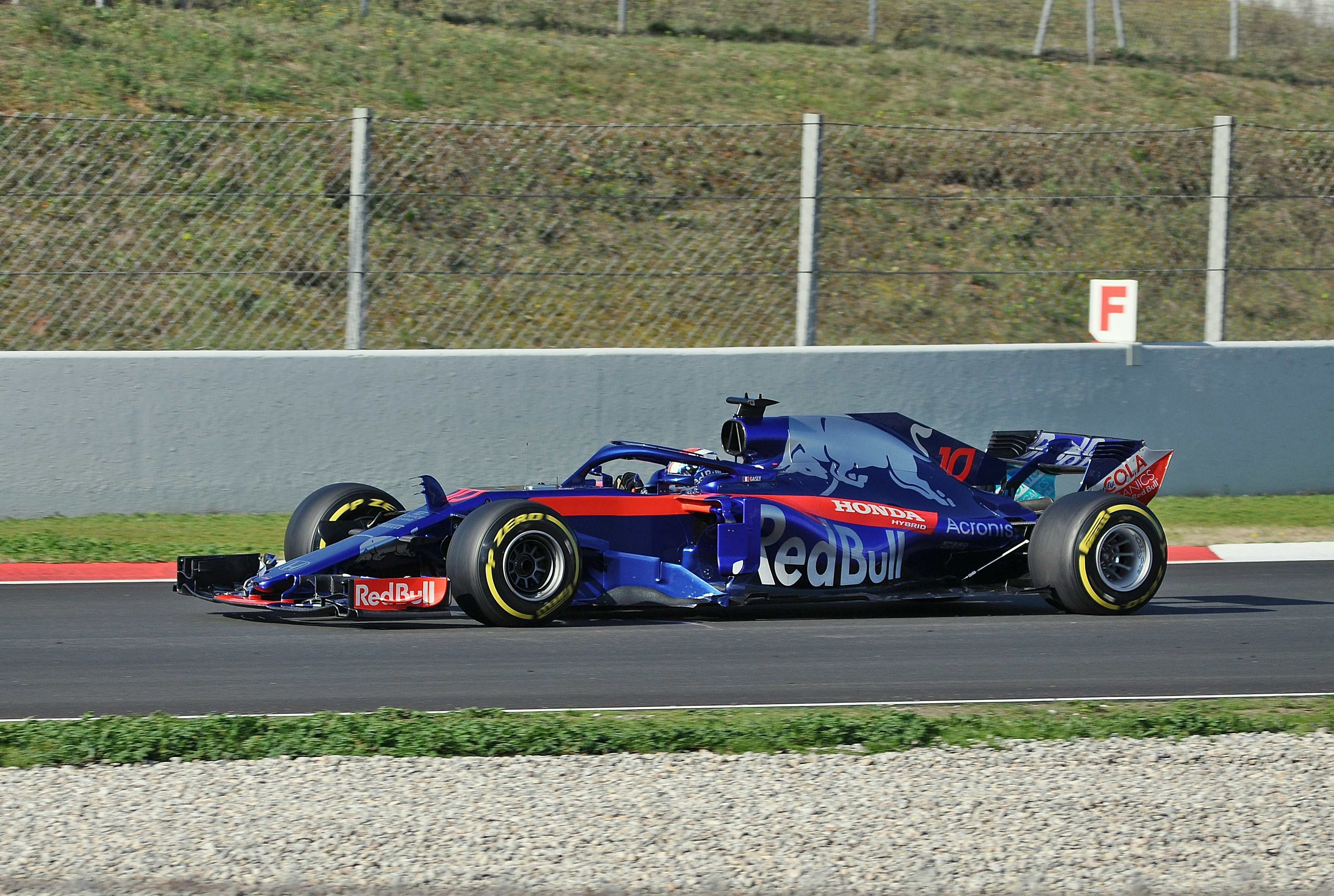
Toro Rosso
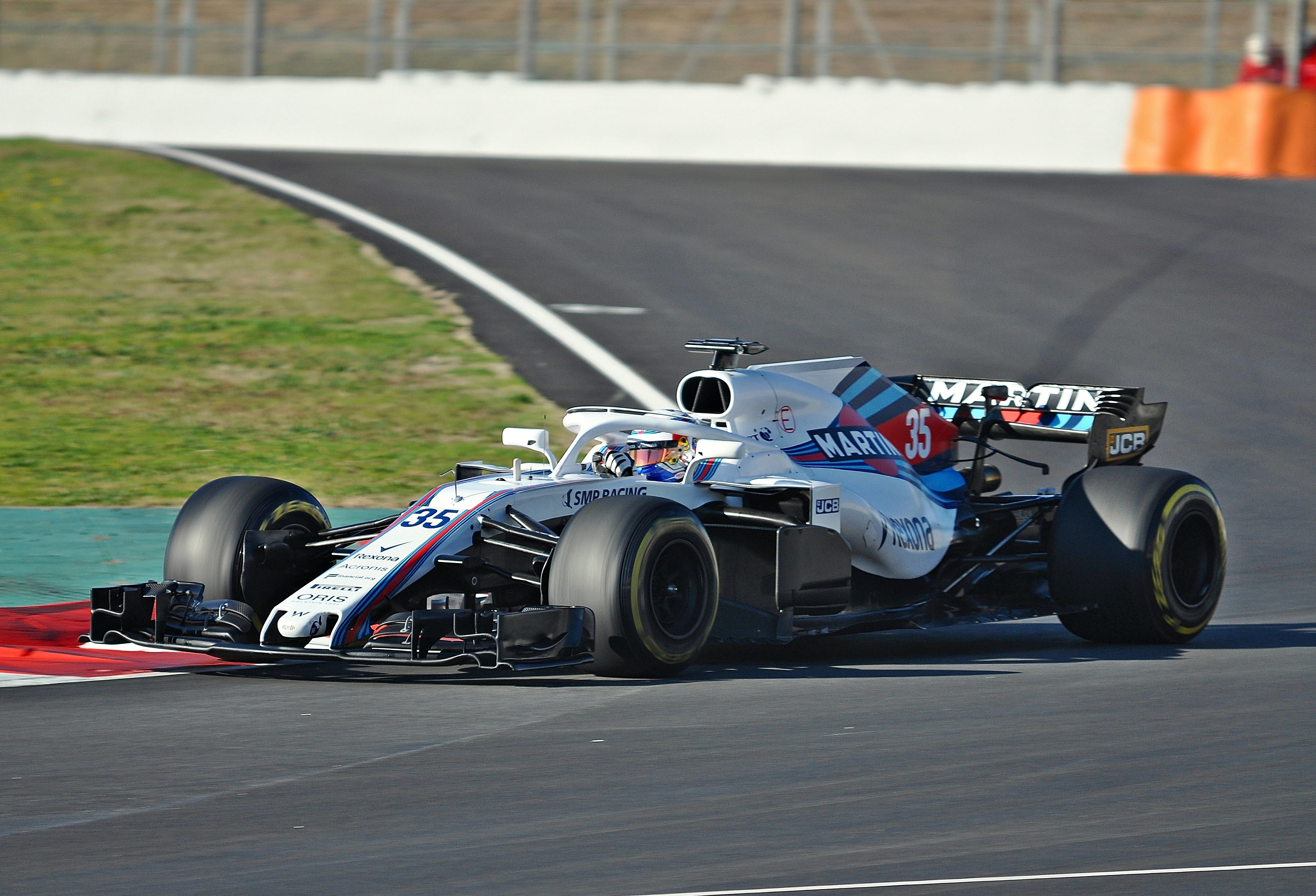
Williams

## Pré-temporada
Os testes de pré-temporada foram realizados nos dias de 26 de fevereiro até 1 de março e de 6 até 9 de março. O circuito escolhido foi novamente o Circuito de Barcelona-Catalunha em Montmeló.
(Em negrito, a volta mais rápida de cada semana)
| N.º | Circuito                                  | Mapa do circuito | Resultados       | Resultados         | Resultados | Resultados   | Resultados | Resultados |
| --- | ----------------------------------------- | ---------------- | ---------------- | ------------------ | ---------- | ------------ | ---------- | ---------- |
| 1   | Circuito de Barcelona-Catalunha, Montmeló |                  | Dia              | Piloto             | Equipe     | Melhor tempo | Voltas     | Ref.       |
| 1   | Circuito de Barcelona-Catalunha, Montmeló | 26 de fevereiro  | Daniel Ricciardo | Red Bull-TAG Heuer | 1:20.179   | 103          | [ 80 ]     |            |
| 1   | Circuito de Barcelona-Catalunha, Montmeló | 27 de fevereiro  | Sebastian Vettel | Ferrari            | 1:19.673   | 98           | [ 81 ]     |            |
| 1   | Circuito de Barcelona-Catalunha, Montmeló | 28 de fevereiro  | Fernando Alonso  | McLaren-Renault    | 2:18.545   | 11           | [ 82 ]     |            |
| 1   | Circuito de Barcelona-Catalunha, Montmeló | 1 de março       | Lewis Hamilton   | Mercedes           | 1:19.333   | 69           | [ 83 ]     |            |
| 2   | Circuito de Barcelona-Catalunha, Montmeló |                  | Dia              | Piloto             | Equipe     | Melhor tempo | Voltas     | Ref.       |
| 2   | Circuito de Barcelona-Catalunha, Montmeló | 6 de março       | Sebastian Vettel | Ferrari            | 1:20.396   | 168          | [ 84 ]     |            |
| 2   | Circuito de Barcelona-Catalunha, Montmeló | 7 de março       | Daniel Ricciardo | Red Bull-TAG Heuer | 1:18.047   | 165          | [ 85 ]     |            |
| 2   | Circuito de Barcelona-Catalunha, Montmeló | 8 de março       | Sebastian Vettel | Ferrari            | 1:17.182   | 188          | [ 86 ]     |            |
| 2   | Circuito de Barcelona-Catalunha, Montmeló | 9 de março       | Kimi Raikkonen   | Ferrari            | 1:17.221   | 157          | [ 87 ]     |            |

## Mudanças no regulamento
Fim das "asas em T" e barbatanas
Aproveitando uma brecha na forma como o regulamento de 2017 foi escrito, as equipes desenvolveram não somente as barbatanas para o carro daquela temporada, mas também as chamadas "asas em T", que limpavam o ar sujo direcionado para o aerofólio traseiro. A FIA, contudo, não cometeu o mesmo erro para 2018 ao reescrever aquela área do regulamento, acabando com as chances de as escuderias acharem nova brecha.
Halo
Cercado de polêmica em torno de sua introdução na Fórmula 1, o halo (se fala álo, de aureola) passou a ser usado a partir da temporada de 2018. A peça serve para proteger a cabeça dos pilotos em eventuais acidentes, tendo em vista casos passados, tais como o de Felipe Massa no Grande Prêmio da Hungria de 2009, e o de Jules Bianchi no Grande Prêmio do Japão de 2014. O novo acessório de segurança pesa cerca de 10 kg e é capaz de suportar impactos de até 12 toneladas — aproximadamente o peso de um ônibus de dois andares típico de Londres, ou 16x o peso do próprio carro. Para encaixar a peça no carro sem prejudicar a complexa aerodinâmica que envolve as máquinas, as equipes tiveram que injetar uma boa quantidade de dinheiro no projeto, que introduziu importantes mudanças em dois aspectos: o peso mínimo dos carros, que aumentou para 734 kg; e o tempo necessário para o piloto sair do carro no teste da FIA (Federação Internacional de Automobilismo), que agora é de sete segundos, contra cinco dos anos anteriores.
Outra esperteza de algumas equipes que não foram mais válida em 2018 diz respeito ao funcionamento do sistema de suspensão dos carros. De acordo com o regulamento, peças como as do sistema de amortecimento não podem ter efeitos aerodinâmicos. Era exatamente isso que os engenheiros de Ferrari e Red Bull faziam, ao projetar e instalar nos veículos um dispositivo na suspensão dianteira que mudava a altura do carro — peça chave em performance aerodinâmica — ao longo da volta, dependendo do ângulo de esterçamento do volante.
Pneus
Para 2018, a Pirelli apresentou dois novos pneus. Com a introdução dos compostos "hipermacio" e "superduro" , a fornecedora italiana passou a ter sete opções para pista seca. A novidade fez com que o pneu duro mude de cor em relação às últimas temporadas: deixou de ser laranja para se tornar azul.
Motores
Se em 2017 já foi difícil para as equipes disputarem vinte corridas com apenas quatro motores por piloto, em 2018 teriam que disputar 21 provas com apenas três unidades de potência disponíveis sem sofrer punições. A intenção visava a redução de custos, mas também o aumento da durabilidade das peças, já que a Fórmula 1 é laboratório para carros de rua. A medida gerou polêmica, já que alguns times afirmavam que o investimento para criar peças mais duráveis quebra o argumento da redução de gastos. Além de apontarem o receio de que o campeonato poderia ser decidido em função de punições para os pilotos que trocassem mais peças do que o permitido.
Sistema de punições
Devido as grandes punições aplicadas na temporada anterior, principalmente na McLaren — quando Fernando Alonso ou Stoffel Vandoorne chegaram a ser punidos com 35 ou mais lugares no grid, resultando numa enorme confusão na hora da largada —, as regras de punições às equipes que usarem um número de componente acima do permitido foram alteradas para a temporada de 2018. Agora quem atingir 15 lugares de punição terá de, automaticamente, largar do fim da fila. Se mais de um piloto receber tal penalidade, a colocação deles será organizada de acordo com a ordem em que foram penalizados.
Sistema de relargada
A partir da temporada 2018, as relargadas passaram a ser dadas com os carros parados no grid na ordem em que estavam na classificação antes da interrupção, e não mais em fila indiana atrás do carro de segurança, antes de a bandeira verde ser agitada como numa relargada normal.

## Pneus
Desde 2011, a Pirelli tem sido a fornecedora oficial de pneus do campeonato de Fórmula 1. Como mudança na temporada, a Pirelli introduziu um sexto composto, o hipermacio, que é identificado na cor rosa, é mais macio que o composto ultramacio, e um sétimo composto, chamado de superduro, identificado pela cor laranja, que era a do duro, que por sua vez, passou a ser identificado na cor azul, a mesma do composto de chuva extrema. O nome do novo composto foi escolhido pelos fãs através de três opções escolhidas pela Pirelli que eram: Mega macio (Megasoft), Extremo macio (Extremesoft) e Hipermacio (Hypersoft).
| Nome do composto | Cor       | Cor | Banda de rolamento  | Condições de condução | Dry Type*                          | Aderência          | Longevidade        |
| ---------------- | --------- | --- | ------------------- | --------------------- | ---------------------------------- | ------------------ | ------------------ |
| Hipermacio       | Rosa      |     | Slick (P Zero™)     | Seco                  | Hypersoft                          | Muito alta         | Muito baixa        |
| Ultramacio       | Roxo      |     | Slick (P Zero™)     | Seco                  | Ultrasoft                          | Alta               | Baixa              |
| Supermacio       | Vermelho  |     | Slick (P Zero™)     | Seco                  | Supersoft                          | Ligeiramente alta  | Ligeiramente baixa |
| Macio            | Amarelo   |     | Slick (P Zero™)     | Seco                  | Soft                               | Média              | Média              |
| Médio            | Branco    |     | Slick (P Zero™)     | Seco                  | Medium                             | Ligeiramente baixa | Ligeiramente alta  |
| Duro             | Azul Gelo |     | Slick (P Zero™)     | Seco                  | Hard                               | Baixa              | Alta               |
| Superduro        | Laranja   |     | Slick (P Zero™)     | Seco                  | Superhard                          | Muito baixa        | Muito alta         |
| Intermediário    | Verde     |     | Sulcos (Cinturato™) | Molhado               | Intermediate (Água não estagnante) | —                  | —                  |
| Chuva            | Azul      |     | Sulcos (Cinturato™) | Molhado               | Wet (Água estagnante)              | —                  | —                  |

| Compostos    | AUS    | BAR    | CHN    | AZE    | ESP    | MON    | CAN    | FRA    | AUT     | GBR     | ALE     | HUN     | BEL     | ITA     | SIN     | RUS     | JAP     | EUA     | MEX     | BRA     | ABU     |
| ------------ | ------ | ------ | ------ | ------ | ------ | ------ | ------ | ------ | ------- | ------- | ------- | ------- | ------- | ------- | ------- | ------- | ------- | ------- | ------- | ------- | ------- |
| Option       |        |        |        |        |        |        |        |        |         |         |         |         |         |         |         |         |         |         |         |         |         |
| Medium       |        |        |        |        |        |        |        |        |         |         |         |         |         |         |         |         |         |         |         |         |         |
| Prime        |        |        |        |        |        |        |        |        |         |         |         |         |         |         |         |         |         |         |         |         |         |
| Intermediate |        |        |        |        |        |        |        |        |         |         |         |         |         |         |         |         |         |         |         |         |         |
| Wet          |        |        |        |        |        |        |        |        |         |         |         |         |         |         |         |         |         |         |         |         |         |
| Referência   | [ 94 ] | [ 94 ] | [ 94 ] | [ 95 ] | [ 96 ] | [ 97 ] | [ 98 ] | [ 99 ] | [ 100 ] | [ 101 ] | [ 102 ] | [ 103 ] | [ 104 ] | [ 105 ] | [ 106 ] | [ 107 ] | [ 104 ] | [ 108 ] | [ 109 ] | [ 110 ] | [ 111 ] |

Legenda:
| Pneu que foi utilizado para o Grande Prêmio. Pneu que não foi utilizado para o Grande Prêmio. |

## Resultados e classificação

### Por Grande Prêmio
| Nº | Grande Prêmio                    | Pole Position    | Tempo    | Volta mais rápida | Tempo    | Piloto do dia    | Vencedor         | Equipe             | Descrição |
| -- | -------------------------------- | ---------------- | -------- | ----------------- | -------- | ---------------- | ---------------- | ------------------ | --------- |
| 1  | Grande Prêmio da Austrália       | Lewis Hamilton   | 1:21.164 | Daniel Ricciardo  | 1:25.945 | Fernando Alonso  | Sebastian Vettel | Ferrari            | Descrição |
| 2  | Grande Prêmio do Barém           | Sebastian Vettel | 1:27.958 | Valtteri Bottas   | 1:33.740 | Pierre Gasly     | Sebastian Vettel | Ferrari            | Descrição |
| 3  | Grande Prêmio da China           | Sebastian Vettel | 1:31.095 | Daniel Ricciardo  | 1:35.785 | Daniel Ricciardo | Daniel Ricciardo | Red Bull-TAG Heuer | Descrição |
| 4  | Grande Prêmio do Azerbaijão      | Sebastian Vettel | 1:41.890 | Valtteri Bottas   | 1:45.149 | Charles Leclerc  | Lewis Hamilton   | Mercedes           | Descrição |
| 5  | Grande Prêmio da Espanha         | Lewis Hamilton   | 1:16.173 | Daniel Ricciardo  | 1:18.441 | Lewis Hamilton   | Lewis Hamilton   | Mercedes           | Descrição |
| 6  | Grande Prêmio de Mônaco          | Daniel Ricciardo | 1:10.810 | Max Verstappen    | 1:14.260 | Daniel Ricciardo | Daniel Ricciardo | Red Bull-TAG Heuer | Descrição |
| 7  | Grande Prêmio do Canadá          | Sebastian Vettel | 1:10.764 | Max Verstappen    | 1:13.864 | Sebastian Vettel | Sebastian Vettel | Ferrari            | Descrição |
| 8  | Grande Prêmio da França          | Lewis Hamilton   | 1:30.029 | Valtteri Bottas   | 1:34.225 | Sebastian Vettel | Lewis Hamilton   | Mercedes           | Descrição |
| 9  | Grande Prêmio da Áustria         | Valtteri Bottas  | 1:03.130 | Kimi Räikkönen    | 1:06.957 | Max Verstappen   | Max Verstappen   | Red Bull-TAG Heuer | Descrição |
| 10 | Grande Prêmio da Grã-Bretanha    | Lewis Hamilton   | 1:25.892 | Sebastian Vettel  | 1:30.696 | Lewis Hamilton   | Sebastian Vettel | Ferrari            | Descrição |
| 11 | Grande Prêmio da Alemanha        | Sebastian Vettel | 1:11.212 | Lewis Hamilton    | 1:15.545 | Lewis Hamilton   | Lewis Hamilton   | Mercedes           | Descrição |
| 12 | Grande Prêmio da Hungria         | Lewis Hamilton   | 1:35.658 | Daniel Ricciardo  | 1:20.012 | Daniel Ricciardo | Lewis Hamilton   | Mercedes           | Descrição |
| 13 | Grande Prêmio da Bélgica         | Lewis Hamilton   | 1:58.179 | Valtteri Bottas   | 1:46.286 | Sebastian Vettel | Sebastian Vettel | Ferrari            | Descrição |
| 14 | Grande Prêmio da Itália          | Kimi Räikkönen   | 1:19.119 | Lewis Hamilton    | 1:22.497 | Kimi Räikkönen   | Lewis Hamilton   | Mercedes           | Descrição |
| 15 | Grande Prêmio de Singapura       | Lewis Hamilton   | 1:36.015 | Kevin Magnussen   | 1:41.905 | Max Verstappen   | Lewis Hamilton   | Mercedes           | Descrição |
| 16 | Grande Prêmio da Rússia          | Valtteri Bottas  | 1:31.387 | Valtteri Bottas   | 1:35.861 | Max Verstappen   | Lewis Hamilton   | Mercedes           | Descrição |
| 17 | Grande Prêmio do Japão           | Lewis Hamilton   | 1:27.760 | Sebastian Vettel  | 1:32.318 | Daniel Ricciardo | Lewis Hamilton   | Mercedes           | Descrição |
| 18 | Grande Prêmio dos Estados Unidos | Lewis Hamilton   | 1:32.567 | Lewis Hamilton    | 1:37.392 | Max Verstappen   | Kimi Räikkönen   | Ferrari            | Descrição |
| 19 | Grande Prêmio do México          | Daniel Ricciardo | 1:14.759 | Valtteri Bottas   | 1:18.741 | Max Verstappen   | Max Verstappen   | Red Bull-TAG Heuer | Descrição |
| 20 | Grande Prêmio do Brasil          | Lewis Hamilton   | 1:07.281 | Valtteri Bottas   | 1:10.540 | Max Verstappen   | Lewis Hamilton   | Mercedes           | Descrição |
| 21 | Grande Prêmio de Abu Dhabi       | Lewis Hamilton   | 1:34.794 | Sebastian Vettel  | 1:40.867 | Fernando Alonso  | Lewis Hamilton   | Mercedes           | Descrição |

### Sistema de pontuação
Os pontos são concedidos até o décimo colocado.
| Posição | 1º | 2º | 3º | 4º | 5º | 6º | 7º | 8º | 9º | 10º |
| Pontos  | 25 | 18 | 15 | 12 | 10 | 8  | 6  | 4  | 2  | 1   |

### Classificação do Campeonato Mundial de Pilotos
| Pos. | Piloto            | N.° | Equipe (a)   | AUS | BAR | CHN | AZE | ESP | MON | CAN | FRA | AUT | GBR | ALE | HUN | BEL | ITA | SIN | RUS | JAP | EUA | MEX | BRA | ABU | Pts. |
| ---- | ----------------- | --- | ------------ | --- | --- | --- | --- | --- | --- | --- | --- | --- | --- | --- | --- | --- | --- | --- | --- | --- | --- | --- | --- | --- | ---- |
| 1    | Lewis Hamilton    | 44  | Mercedes     | 2   | 3   | 4   | 1   | 1   | 3   | 5   | 1   | Ret | 2   | 1   | 1   | 2   | 1   | 1   | 1   | 1   | 3   | 4   | 1   | 1   | 408  |
| 2    | Sebastian Vettel  | 5   | Ferrari      | 1   | 1   | 8   | 4   | 4   | 2   | 1   | 5   | 3   | 1   | Ret | 2   | 1   | 4   | 3   | 3   | 6   | 4   | 2   | 6   | 2   | 320  |
| 3    | Kimi Räikkönen    | 7   | Ferrari      | 3   | Ret | 3   | 2   | Ret | 4   | 6   | 3   | 2   | 3   | 3   | 3   | Ret | 2   | 5   | 4   | 5   | 1   | 3   | 3   | Ret | 251  |
| 4    | Max Verstappen    | 33  | Red Bull     | 6   | Ret | 5   | Ret | 3   | 9   | 3   | 2   | 1   | 15† | 4   | Ret | 3   | 5   | 2   | 5   | 3   | 2   | 1   | 2   | 3   | 249  |
| 5    | Valtteri Bottas   | 77  | Mercedes     | 8   | 2   | 2   | 14† | 2   | 5   | 2   | 7   | Ret | 4   | 2   | 5   | 4   | 3   | 4   | 2   | 2   | 5   | 5   | 5   | 5   | 247  |
| 6    | Daniel Ricciardo  | 3   | Red Bull     | 4   | Ret | 1   | Ret | 5   | 1   | 4   | 4   | Ret | 5   | Ret | 4   | Ret | Ret | 6   | 6   | 4   | Ret | Ret | 4   | 4   | 170  |
| 7    | Nico Hulkenberg   | 27  | Renault      | 7   | 6   | 6   | Ret | Ret | 8   | 7   | 9   | Ret | 6   | 5   | 12  | Ret | 13  | 10  | 12  | Ret | 6   | 6   | Ret | Ret | 69   |
| 8    | Sergio Pérez      | 11  | Force India  | 11  | 16  | 12  | 3   | 9   | 12  | 14  | Ret | 7   | 10  | 7   | 14  | —   | —   | —   | —   | —   | —   | —   | —   | —   | 62   |
| 8    | Sergio Pérez      | 11  | Racing Point | —   | —   | —   | —   | —   | —   | —   | —   | —   | —   | —   | —   | 5   | 7   | 16  | 10  | 7   | 8   | Ret | 10  | 8   | 62   |
| 9    | Kevin Magnussen   | 20  | Haas         | Ret | 5   | 10  | 13  | 6   | 13  | 13  | 6   | 5   | 9   | 11  | 7   | 8   | 16  | 18  | 8   | Ret | DSQ | 15  | 9   | 10  | 56   |
| 10   | Carlos Sainz Jr.  | 55  | Renault      | 10  | 11  | 9   | 5   | 7   | 10  | 8   | 8   | 12  | Ret | 12  | 9   | 11  | 8   | 8   | 17  | 10  | 7   | Ret | 12  | 6   | 53   |
| 11   | Fernando Alonso   | 14  | McLaren      | 5   | 7   | 7   | 7   | 8   | Ret | Ret | 16† | 8   | 8   | 16† | 8   | Ret | Ret | 7   | 14  | 14  | Ret | Ret | 17  | 11  | 50   |
| 12   | Esteban Ocon      | 31  | Force India  | 12  | 10  | 11  | Ret | Ret | 6   | 9   | Ret | 6   | 7   | 8   | 13  | —   | —   | —   | —   | —   | —   | —   | —   | —   | 49   |
| 12   | Esteban Ocon      | 31  | Racing Point | —   | —   | —   | —   | —   | —   | —   | —   | —   | —   | —   | —   | 6   | 6   | Ret | 9   | 9   | DSQ | 11  | 15  | Ret | 49   |
| 13   | Charles Leclerc   | 16  | Sauber       | 13  | 12  | 19  | 6   | 10  | 18† | 10  | 10  | 9   | Ret | 15  | Ret | Ret | 11  | 9   | 7   | Ret | Ret | 7   | 7   | 7   | 39   |
| 14   | Romain Grosjean   | 8   | Haas         | Ret | 13  | 17  | Ret | Ret | 15  | 12  | 11  | 4   | Ret | 6   | 10  | 7   | DSQ | 15  | 11  | 8   | Ret | 16  | 8   | 9   | 37   |
| 15   | Pierre Gasly      | 10  | Toro Rosso   | Ret | 4   | 18  | 12  | Ret | 7   | 11  | Ret | 11  | 13  | 14  | 6   | 9   | 14  | 13  | Ret | 11  | 12  | 10  | 13  | Ret | 29   |
| 16   | Stoffel Vandoorne | 2   | McLaren      | 9   | 8   | 13  | 9   | Ret | 14  | 16  | 12  | 15† | 11  | 13  | Ret | 15  | 12  | 12  | 16  | 15  | 11  | 8   | 14  | 14  | 12   |
| 17   | Marcus Ericsson   | 9   | Sauber       | Ret | 9   | 16  | 11  | 13  | 11  | 15  | 13  | 10  | Ret | 9   | 15  | 10  | 15  | 11  | 13  | 12  | 10  | 9   | Ret | Ret | 9    |
| 18   | Lance Stroll      | 18  | Williams     | 14  | 14  | 14  | 8   | 11  | 17  | Ret | 17† | 14  | 12  | Ret | 17  | 13  | 9   | 14  | 15  | 17  | 14  | 12  | 18  | 13  | 6    |
| 19   | Brendon Hartley   | 28  | Toro Rosso   | 15  | 17  | 20† | 10  | 12  | 19† | Ret | 14  | Ret | Ret | 10  | 11  | 14  | Ret | 17  | Ret | 13  | 9   | 14  | 11  | 12  | 4    |
| 20   | Sergey Sirotkin   | 35  | Williams     | Ret | 15  | 15  | Ret | 14  | 16  | 17  | 15  | 13  | 14  | Ret | 16  | 12  | 10  | 19  | 18  | 16  | 13  | 13  | 16  | 15  | 1    |
| Pos. | Piloto            | N.° | Equipe (a)   | AUS | BAR | CHN | AZE | ESP | MON | CAN | FRA | AUT | GBR | ALE | HUN | BEL | ITA | SIN | RUS | JAP | EUA | MEX | BRA | ABU | Pts. |

| Cor        | Resultado             |
| ---------- | --------------------- |
| Ouro       | Vencedor              |
| Prata      | 2.º lugar             |
| Bronze     | 3.º lugar             |
| Verde      | Terminou, nos pontos  |
| Azul       | Terminou, sem pontos  |
| Púrpura    | Ret – Retirou-se      |
| Vermelho   | NQ – Não qualificado  |
| Preto      | DSQ – Desqualificado  |
| Branco     | NL – Não largou       |
| Branco     | C – Corrida cancelada |
| Azul claro | AT – Apenas Treino    |
| Sem cor    | NP – Não participou   |
| Sem cor    | Les – Lesionado       |
| Sem cor    | EX – Excluído         |

Notas:
- † — Pilotos que não terminaram o Grande Prêmio mas foram classificados pois completaram 90% da corrida.

### Classificação do Campeonato Mundial de Construtores
| Pos. | Construtor                        | N.° | AUS | BAR | CHN | AZE | ESP | MON | CAN | FRA | AUT | GBR | ALE | HUN | BEL | ITA | SIN | RUS | JAP | EUA | MEX | BRA | ABU | Pts.   |
| ---- | --------------------------------- | --- | --- | --- | --- | --- | --- | --- | --- | --- | --- | --- | --- | --- | --- | --- | --- | --- | --- | --- | --- | --- | --- | ------ |
| 1    | Mercedes                          | 44  | 2   | 3   | 4   | 1   | 1   | 3   | 5   | 1   | Ret | 2   | 1   | 1   | 2   | 1   | 1   | 1   | 1   | 3   | 4   | 1   | 1   | 655    |
| 1    | Mercedes                          | 77  | 8   | 2   | 2   | 14† | 2   | 5   | 2   | 7   | Ret | 4   | 2   | 5   | 4   | 3   | 4   | 2   | 2   | 5   | 5   | 5   | 5   | 655    |
| 2    | Ferrari                           | 5   | 1   | 1   | 8   | 4   | 4   | 2   | 1   | 5   | 3   | 1   | Ret | 2   | 1   | 4   | 3   | 3   | 6   | 4   | 2   | 3   | 2   | 571    |
| 2    | Ferrari                           | 7   | 3   | Ret | 3   | 2   | Ret | 4   | 6   | 3   | 2   | 3   | 3   | 3   | Ret | 2   | 5   | 4   | 5   | 1   | 3   | 6   | Ret | 571    |
| 3    | Red Bull-TAG Heuer                | 3   | 4   | Ret | 1   | Ret | 5   | 1   | 4   | 4   | Ret | 5   | Ret | 4   | Ret | Ret | 6   | 6   | 4   | Ret | Ret | 4   | 4   | 419    |
| 3    | Red Bull-TAG Heuer                | 33  | 6   | Ret | 5   | Ret | 3   | 9   | 3   | 2   | 1   | 15† | 4   | Ret | 3   | 5   | 2   | 5   | 3   | 2   | 1   | 2   | 3   | 419    |
| 4    | Renault                           | 27  | 7   | 6   | 6   | Ret | Ret | 8   | 7   | 9   | Ret | 6   | 5   | 12  | Ret | 13  | 10  | 12  | Ret | 6   | 6   | Ret | Ret | 122    |
| 4    | Renault                           | 55  | 10  | 11  | 9   | 5   | 7   | 10  | 8   | 8   | 12  | Ret | 12  | 9   | 11  | 8   | 8   | 17  | 10  | 7   | Ret | 12  | 6   | 122    |
| 5    | Haas-Ferrari                      | 8   | Ret | 13  | 17  | Ret | Ret | 15  | 12  | 11  | 4   | Ret | 6   | 10  | 7   | DSQ | 15  | 11  | 8   | Ret | 16  | 9   | 10  | 93     |
| 5    | Haas-Ferrari                      | 20  | Ret | 5   | 10  | 13  | 6   | 13  | 13  | 6   | 5   | 9   | 11  | 7   | 8   | 16  | 18  | 8   | Ret | DSQ | 15  | 8   | 9   | 93     |
| 6    | McLaren-Renault                   | 2   | 9   | 8   | 13  | 9   | Ret | 14  | 16  | 12  | 15† | 11  | 13  | Ret | Ret | 12  | 12  | 16  | 15  | 11  | 8   | 15  | 14  | 62     |
| 6    | McLaren-Renault                   | 14  | 5   | 7   | 7   | 7   | 8   | Ret | Ret | 16† | 8   | 8   | 16† | 8   | 15  | Ret | 7   | 14  | 14  | Ret | Ret | 17  | 11  | 62     |
| 7    | Racing Point Force India-Mercedes | 11  | —   | —   | —   | —   | —   | —   | —   | —   | —   | —   | —   | —   | 5   | 7   | 16  | 10  | 7   | 8   | Ret | 10  | 8   | 52     |
| 7    | Racing Point Force India-Mercedes | 31  | —   | —   | —   | —   | —   | —   | —   | —   | —   | —   | —   | —   | 6   | 6   | Ret | 9   | 9   | DSQ | 11  | 14  | Ret | 52     |
| 8    | Sauber-Ferrari                    | 9   | Ret | 9   | 16  | 11  | 13  | 11  | 15  | 13  | 10  | Ret | 9   | 15  | 10  | 15  | 11  | 13  | 12  | 10  | 9   | Ret | Ret | 48     |
| 8    | Sauber-Ferrari                    | 16  | 13  | 12  | 19  | 6   | 10  | 18† | 10  | 10  | 9   | Ret | 15  | Ret | Ret | 11  | 9   | 7   | Ret | Ret | 7   | 7   | 7   | 48     |
| 9    | Toro Rosso-Honda                  | 10  | Ret | 4   | 18  | 12  | Ret | 7   | 11  | Ret | 11  | 13  | 14  | 6   | 9   | 14  | 13  | Ret | 11  | 12  | 10  | 13  | Ret | 33     |
| 9    | Toro Rosso-Honda                  | 28  | 15  | 17  | 20† | 10  | 12  | 19† | Ret | 14  | Ret | Ret | 10  | 11  | 14  | Ret | 17  | Ret | 13  | 9   | 14  | 11  | 12  | 33     |
| 10   | Williams-Mercedes                 | 18  | 14  | 14  | 14  | 8   | 11  | 17  | Ret | 17† | 14  | 12  | Ret | 17  | 13  | 9   | 14  | 15  | 17  | 14  | 12  | 18  | 13  | 7      |
| 10   | Williams-Mercedes                 | 35  | Ret | 15  | 15  | Ret | 14  | 16  | 17  | 15  | 13  | 14  | Ret | 16  | 12  | 10  | 19  | 18  | 16  | 13  | 13  | 16  | 15  | 7      |
| EX   | Force India-Mercedes              | 11  | 11  | 16  | 12  | 3   | 9   | 12  | 14  | Ret | 7   | 10  | 7   | 14  | —   | —   | —   | —   | —   | —   | —   | —   | —   | 0 (59) |
| EX   | Force India-Mercedes              | 31  | 12  | 10  | 11  | Ret | Ret | 6   | 9   | Ret | 6   | 7   | 8   | 13  | —   | —   | —   | —   | —   | —   | —   | —   | —   | 0 (59) |
| Pos. | Construtor                        | N.° | AUS | BAR | CHN | AZE | ESP | MON | CAN | FRA | AUT | GBR | ALE | HUN | BEL | ITA | SIN | RUS | JAP | EUA | MEX | BRA | ABU | Pts.   |

| Cor        | Resultado             |
| ---------- | --------------------- |
| Ouro       | Vencedor              |
| Prata      | 2.º lugar             |
| Bronze     | 3.º lugar             |
| Verde      | Terminou, nos pontos  |
| Azul       | Terminou, sem pontos  |
| Púrpura    | Ret – Retirou-se      |
| Vermelho   | NQ – Não qualificado  |
| Preto      | DSQ – Desqualificado  |
| Branco     | NL – Não largou       |
| Branco     | C – Corrida cancelada |
| Azul claro | AT – Apenas Treino    |
| Sem cor    | NP – Não participou   |
| Sem cor    | Les – Lesionado       |
| Sem cor    | EX – Excluído         |

Notas:
- † — Pilotos que não terminaram o Grande Prêmio mas foram classificados pois completaram 90% da corrida.